# 간다가와 도시로

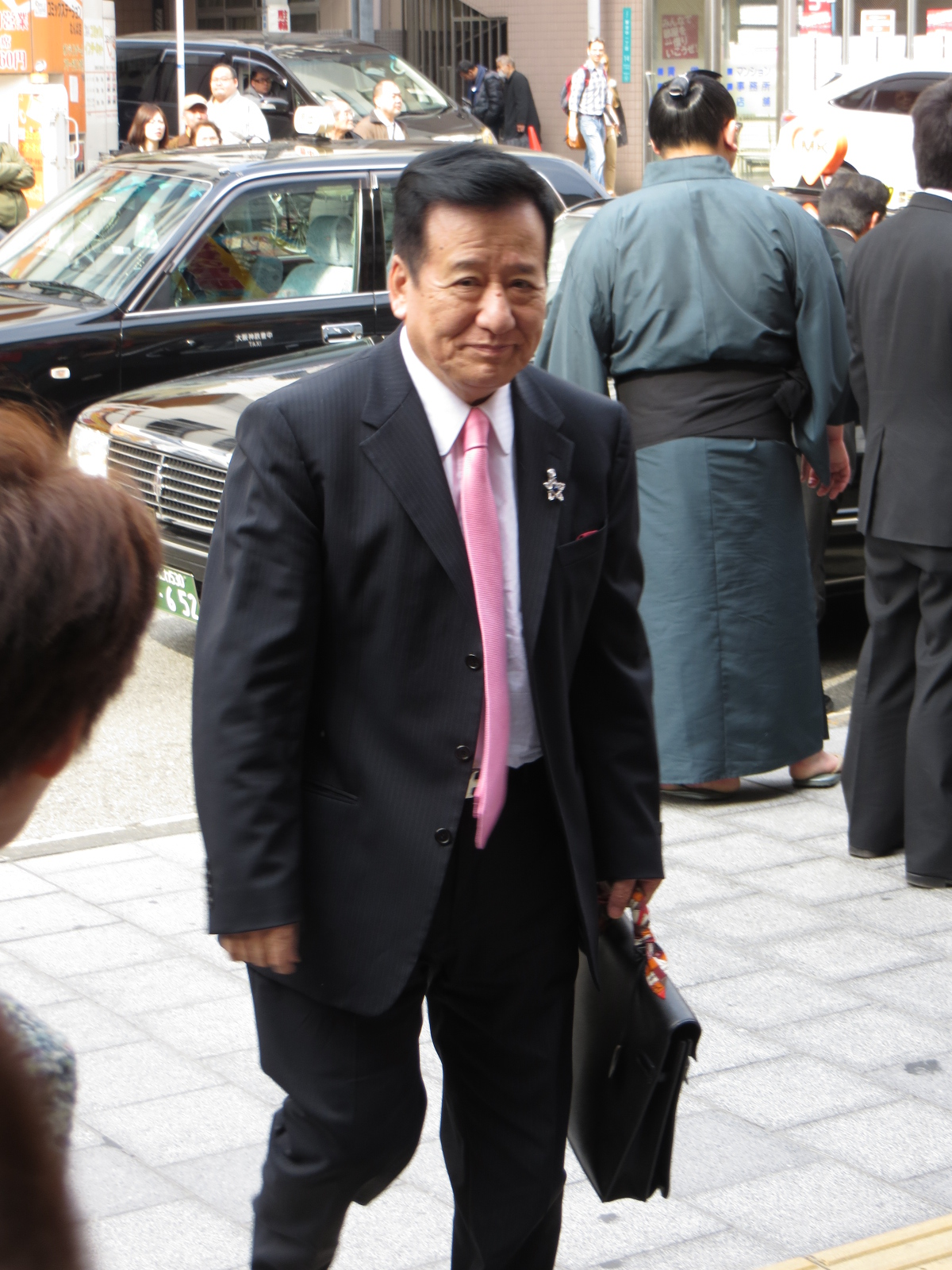

간다가와 도시로(神田川俊郎, 본명: 오타케 도시로 大竹俊郎, 1939년 11월 15일 ~ 2021년 4월 25일)는 일본의 요리사이다.
교토시에서 태어나 오사카 센신테이(洗心亭)·나다만 등에서 일했다. 1965년 독립하여 오사카에 일본 요리점 간다가와(神田川)를 창업했다. 이는 할아버지가 도쿄와 교토에 열었던 장어 요리점 간다가와에서 온 것이고, 자신의 이름도 간다가와로 칭하게 되었다.
여러 식품·식당 사업의 자문 등을 맡았다. 방송에도 출연하여 〈쇼텐〉의 요리 코너, 〈2시의 와이드쇼〉·〈Be애플 2시!〉의 ‘간다가와 요리 도장’, 그리고 〈요리의 철인〉에 출연했다.
2021년 4월 16일 자택 욕실에서 쓰러져 오사카의 병원에 입원, 코로나19에 감염된 것이 확인되어 치료를 받았으나 중증으로 악화되어 25일 사망하였다.